# Carl Hamdorf
Carl Hamdorf (* 1871; † 1943) war ein deutscher Turnfunktionär.

## Leben
Hamdorf war langjähriger Gauoberturnwart und Ehrenoberturnwart der Nordmark. Hamdorf wurde 1934 mit der höchsten Auszeichnung der Deutschen Turnerschaft, der Ehrenurkunde, ausgezeichnet.
Er wurde auf dem Friedhof Hamburg-Ohlsdorf bestattet.